# Elezioni parlamentari in Serbia del 1997
Le elezioni parlamentari in Serbia del 1997 si sono tenute il 21 settembre. Esse hanno visto la vittoria del Partito Socialista di Serbia, che ha formato una coalizione di governo con il Partito Radicale Serbo; a seguito delle consultazioni, Primo ministro è stato confermato Mirko Marjanović. A lui è succeduto, nel 2000, Milomir Minić.
Queste consultazioni sono state boicottate da Partito Democratico, Partito Democratico di Serbia, Alleanza Civica di Serbia e da diverse formazioni minori.

## Risultati
| Liste                                                                              | Voti      | %     | Seggi |
| ---------------------------------------------------------------------------------- | --------- | ----- | ----- |
| Coalizione di Sinistra (SPS - JUL - ND)                                            | 1 418 036 | 35,70 | 110   |
| Partito Radicale Serbo                                                             | 1 162 216 | 29,26 | 82    |
| Movimento del Rinnovamento Serbo                                                   | 793 284   | 19,97 | 45    |
| Coalizione Voivodina (LSV - NSS - RDSV)                                            | 112 589   | 2,83  | 4     |
| Socialdemocrazia                                                                   | 105 068   | 2,64  | –     |
| Alternativa Democratica - Partito dei Contadini di Serbia - Partito dei Pensionati | 60 855    | 1,53  | 1     |
| Alleanza degli Ungheresi di Voivodina                                              | 50 960    | 1,28  | 4     |
| Coalizione per il Sangiaccato                                                      | 49 486    | 1,25  | 3     |
| Partito Democratico degli Ungheresi di Voivodina                                   | 16 986    | 0,43  | –     |
| Unione Democratica degli Ungheresi di Voivodina                                    | 16 812    | 0,42  | –     |
| Nuovo Partito Comunista di Jugoslavia                                              | 16 222    | 0,41  | –     |
| Partito Radicale "Nikola Pasic"                                                    | 15 986    | 0,40  | –     |
| Partito Popolare                                                                   | 15 232    | 0,38  | –     |
| Coalizione Democratica Preševo-Bujanovac                                           | 14 179    | 0,36  | 1     |
| Partito della Legge Naturale                                                       | 8 957     | 0,23  | –     |
| Lega dei Comunisti di Jugoslavia in Serbia                                         | 5 760     | 0,14  | –     |
| Partito dell'Unità Serba                                                           | 5 590     | 0,14  | –     |
| Alleanza Democratica dei Croati in Voivodina                                       | 5 375     | 0,14  | –     |
| Partito della Voivodina                                                            | 4 790     | 0,12  | –     |
| Partito dei Cittadini Serbi                                                        | 4 508     | 0,11  | –     |
| Altri <0,10%                                                                       | 48 763    | 1,23  | –     |
| Indipendenti                                                                       | 40 110    | 1,01  | –     |
| Totale                                                                             | 3 972 468 | 100   | 250   |